# 陈能宽

陈能宽

陈能宽（1923年4月28日—2016年5月27日），男，湖南慈利人，中国材料科学与工程专家，中国科学院学部委员，两弹一星功勋奖章获得者之一。第三、四届全国人大代表，第五、六、七、八届全国政协委员。

## 生平
陈能宽生于湖南省慈利县江垭镇。1942年从雅礼中学毕业，1946年毕业于唐山交通大学（今西南交通大学）矿冶工程系，1950年获美国耶鲁大学物理冶金学的博士学位，师从哥廷根学派大师、物理冶金学学者麦休森（C.H.Mathewson）教授。1950年6月至1955年6月，在约翰·霍普金斯大学从事物理冶金研究。
1955年底回国后，任职于中国科学院应用物理研究所、金属研究所。1960年以后从事原子弹、氢弹及核武器的发展研制，领导组织了核装置爆轰物理、炸药和装药物理化学、特殊材料及冶金、实验核物理等领域的研究工作。曾任核工业部科技委副主任、国防科工委科技委副主任、北京理工大学兼职教授等职，文革期间差点被批斗而受到保护。
1980年，当选中国科学院学部委员。
1999年9月18日，获中華人民共和国政府授予的两弹一星功勋奖章。
2016年5月27日12时在北京逝世。